# Sjoeke Nüsken
Sjøke Nüsken (født d. 22. januar 2001) er en tysk fodboldspiller, der både er midtbanespiller og forsvarsspiller for Chelsea i Women's Super League og Tysklands kvindefodboldlandshold .  Hun er kendt for sin alsidighed, positionering og målscoring.

## Statistik
| Klub                | Sæson          | Liga                    | Liga  | Liga | Pokalturnering | Pokalturnering | Ligapokalen | Ligapokalen | Kontinental | Kontinental | Total | Total |
| Klub                | Sæson          | Liga                    | Kampe | Mål  | Kampe          | Mål            | Kampe       | Mål         | Kampe       | Mål         | Kampe | Mål   |
| ------------------- | -------------- | ----------------------- | ----- | ---- | -------------- | -------------- | ----------- | ----------- | ----------- | ----------- | ----- | ----- |
| Eintracht Frankfurt | 2019–20        | Frauen-Bundesliga       | 17    | 5    | 2              | 0              | —           | —           | —           | —           | 19    | 5     |
| Eintracht Frankfurt | 2020–21        | Frauen-Bundesliga       | 22    | 2    | 4              | 0              | —           | —           | —           | —           | 26    | 2     |
| Eintracht Frankfurt | 2021–22        | Frauen-Bundesliga       | 22    | 2    | 1              | 1              | —           | —           | —           | —           | 23    | 3     |
| Eintracht Frankfurt | 2022–23        | Frauen-Bundesliga       | 22    | 2    | 2              | 2              | —           | —           | 2           | 0           | 26    | 4     |
| Eintracht Frankfurt | Total          | Total                   | 83    | 11   | 9              | 3              | —           | —           | 2           | 0           | 94    | 14    |
| Chelsea             | 2023–24        | FA Women's Super League | 21    | 8    | 4              | 0              | 3           | 2           | 10          | 2           | 38    | 12    |
| Chelsea             | 2024–25        | FA Women's Super League | 21    | 2    | 5              | 0              | 3           | 1           | 7           | 2           | 36    | 5     |
| Chelsea             | Total          | Total                   | 42    | 10   | 9              | 0              | 6           | 3           | 17          | 4           | 74    | 17    |
| Karriere i alt      | Karriere i alt | Karriere i alt          | 125   | 21   | 18             | 3              | 6           | 3           | 19          | 4           | 168   | 31    |

| Ingen. | Dato              | Sted                                      | Modstander | Score | Resultat          | Konkurrence                                   |
| ------ | ----------------- | ----------------------------------------- | ---------- | ----- | ----------------- | --------------------------------------------- |
| 1.     | 10. april 2021    | Brita Arena, Wiesbaden, Tyskland          | Australien | 1–0   | 5–2               | Venskabskamp                                  |
| 2.     | 26. november 2021 | Eintracht-Stadion, Braunschweig, Tyskland | Tyrkiet    | 7–0   | 8–0               | Kvalifikation til VM i fodbold 2023 (kvinder) |
| 3.     | 27. oktober 2023  | Rhein-Neckar-Arena, Sinsheim, Tyskland    | Wales      | 4–1   | 5–1               | UEFA Nations League 2023-24                   |
| 4.     | 29. november 2024 | Letzigrund, Zürich, Schweiz               | Schweiz    | 1–0   | 6–0               | Venskabskamp                                  |
| 5.     | 21. februar 2025  | Rat Verlegh Stadion, Breda, Holland       | Holland    | 2–1   | 2–2               | UEFA Nations League 2025                      |
| 6      | 8. juli 2025      | St. Jakob-Park, Basel, Schweiz            | Danmark    | 1–1   | 2–1               | EM i fodbold 2025 (kvinder)                   |
| 7      | 19. juli 2025     | St. Jakob-Park, Basel, Schweiz            | Frankrig   | 1–1   | 1–1 (efs) (6–5 p) | EM i fodbold 2025 (kvinder)                   |